# Batterson
Batterson az Amerikai Egyesült Államok északnyugati részén, Oregon állam Tillamook megyéjében elhelyezkedő önkormányzat nélküli település.